# Kathedrale Koszalin

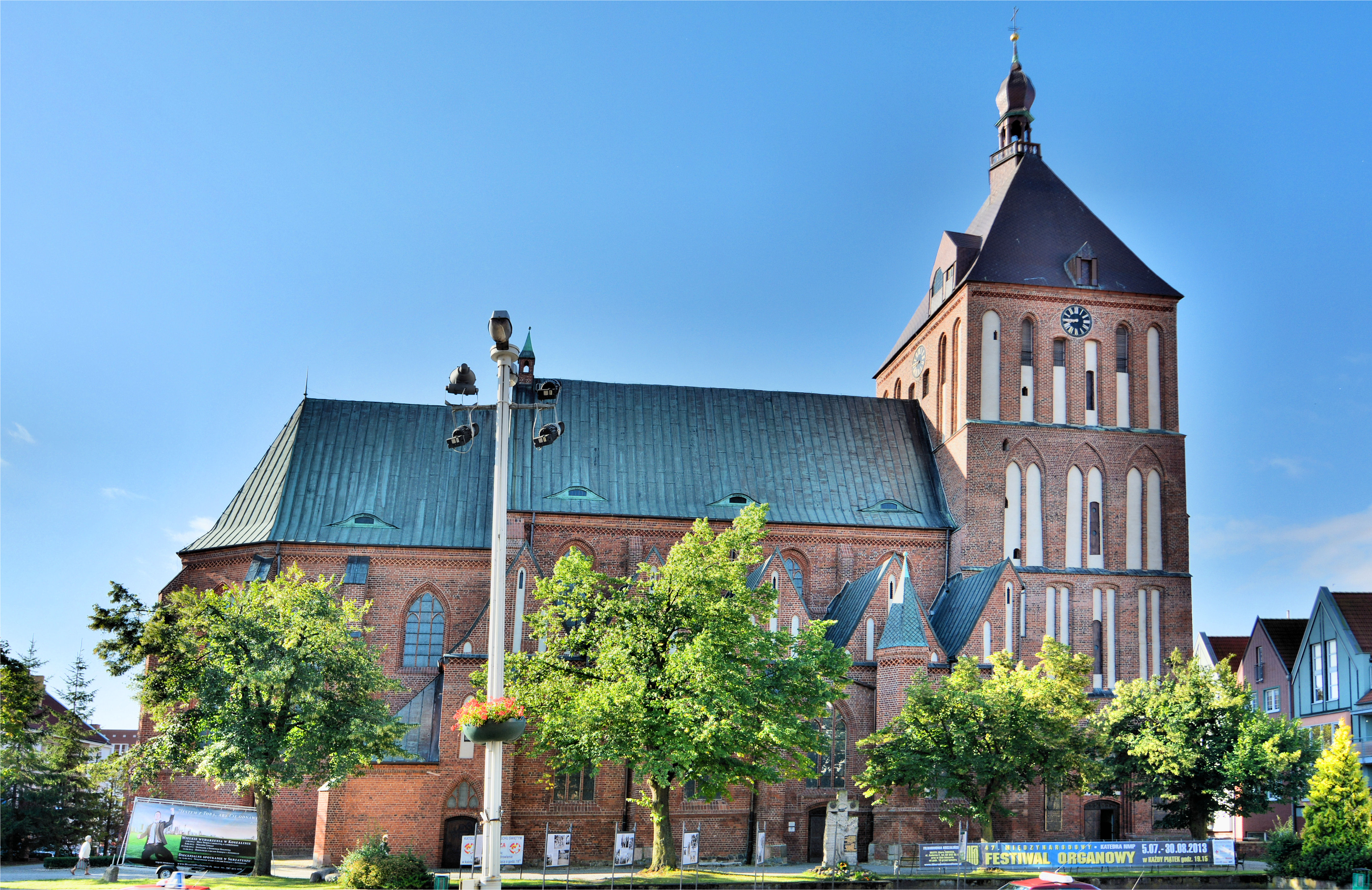
Kathedrale Koszalin

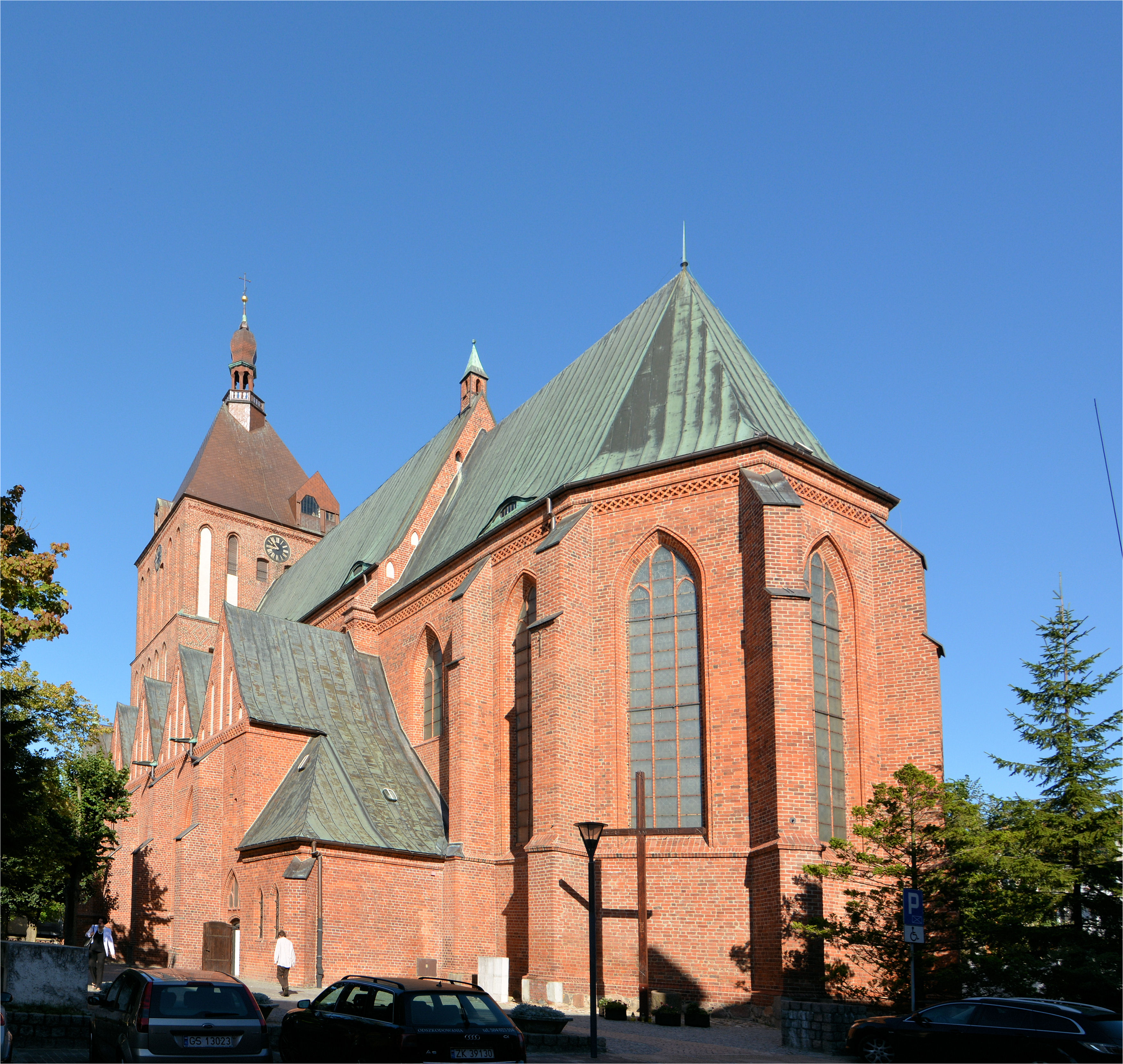
Südostansicht

Die Kathedrale Mariä Unbefleckte Empfängnis (polnisch Katedra Niepokalanego Poczęcia Najświętszej Maryi Panny w Koszalinie) ist eine frühere Pfarrkirche und jetzige Kathedrale in Koszalin, dem früheren Köslin. Sie ist das bedeutendste Baudenkmal von Koszalin.

## Geschichte

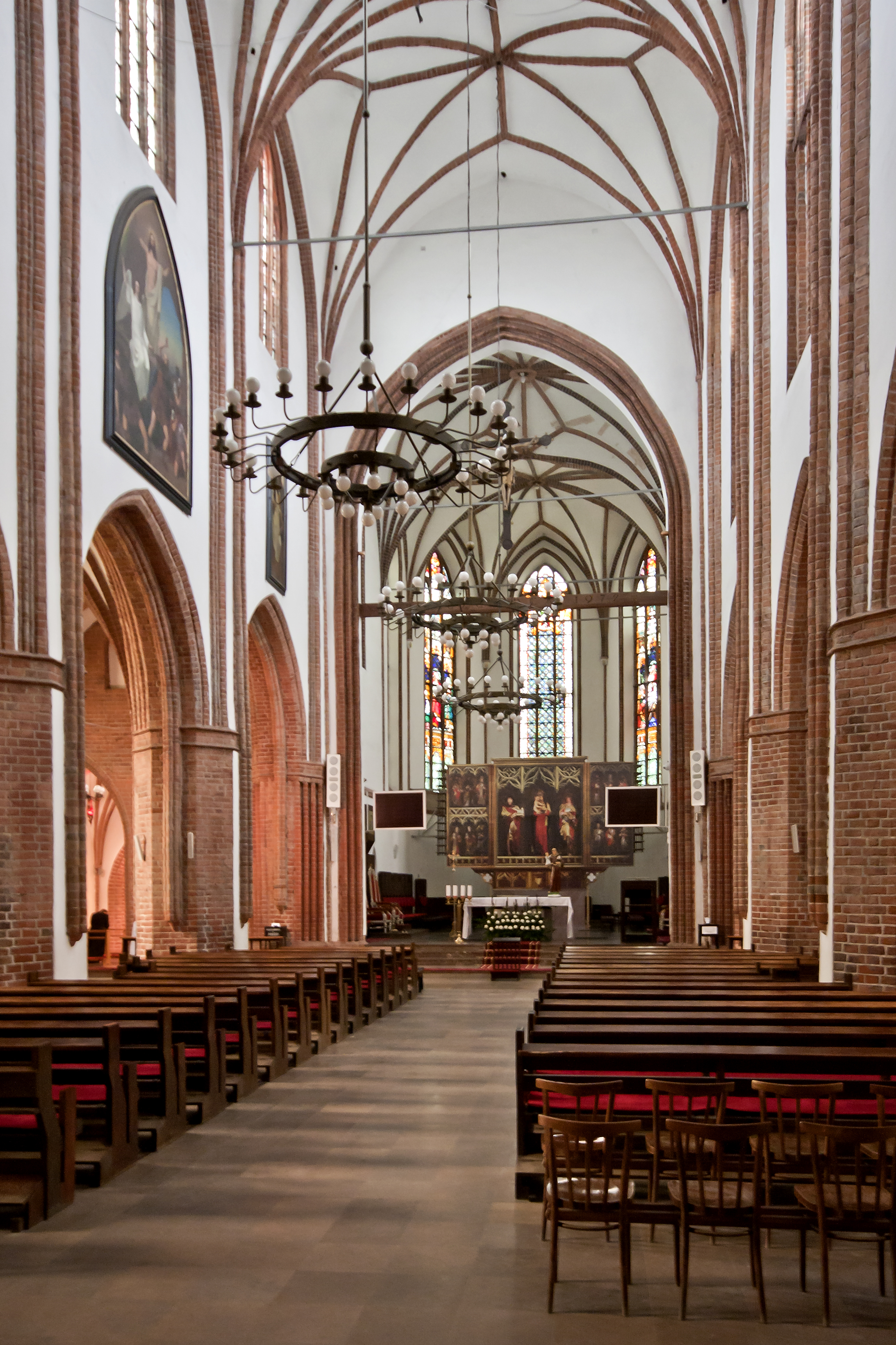
Das Innere der Kathedrale

Die Kirche wurde zwischen 1300 und 1333 als dreischiffige Basilika der Backsteingotik mit einem mächtigen Turm erbaut.
Von 1534 bis 1945 diente die Marienkirche als Hauptkirche der lutherischen Gemeinde, die im 19. und 20. Jahrhundert zum Kirchenkreis Köslin in der preußischen Kirchenprovinz Pommern gehörte. Seit 1972 ist sie die Kathedrale der neuen Diözese Koszalin-Kołobrzeg. In der Vorhalle der Kathedrale wurde im Jahr 1996 der zweite Ordinarius der Diözese, Bischof Czesław Domin, beigesetzt. Vor kurzem wurde sie im Rahmen des Programms „Renovierung und Erhaltung der mittelalterlichen Kathedralen Vorpommerns“ einer gründlichen Renovierung unterzogen. Kathedralpfarrer ist Henryk Romanik.

## Architektur
Die Kirche ist nach Osten ausgerichtet, mit einem länglichen, dreiseitig geschlossenen Chor im Osten. Das Kirchenschiff, der Chor und die Vorhalle sind mit einem Sterngewölbe mit Rippen aus dreieckigen Formsteinen verziert. Die Seitenwände des Kirchenschiffs werden in zwei Reihen von sechs achteckigen massiven Pfeilern aus rotem Backstein getragen, welche die zwölf Apostel symbolisieren.

### Hauptschiff
Das Hauptschiff wird von spitzbogigen, mit Masken verzierten Fenstern beleuchtet, die sich über den Seitenschiffen befinden, ebenso wie die Fenster der unteren Seitenschiffe, die mit Glasmalereien mit Pflanzenmotiven versehen sind. Sowohl die Kirchenschiffe als auch der Chor werden von Strebepfeilern gestützt.

### Seitenschiffe
Die Seitenschiffe sind mit quergestellten Satteldächern gedeckt, deren Giebel mit Blenden verziert sind. Ein sechseckiges Türmchen mit einer Treppe ist an der Seitenfassade angeordnet. Unter der Traufe des Giebeldachs des Kirchenschiffs und des Chores befindet sich ein dekorativer horizontaler Fries aus Formsteinen in Vierpassform. Ein kleiner viereckiger Dachreiter befindet sich auf dem Dachfirst des Kirchenschiffs.

### Turm
Von Westen her wurde ein massiver, 56 Meter hoher, vierstöckiger Turm errichtet, der mit einem Zeltdach gedeckt ist. Das Turmdach ist mit einem sechseckigen Dachreiter gekrönt, der mit einer Laterne mit einem Kuppelhelm abschließt. Im Jahre 1754 wurde eine Uhr unter dem Dach angebracht. In der Höhe des Turms befinden sich zahlreiche Spitzbogenblenden. In einigen von ihnen befinden sich schmale Fensteröffnungen. In der unteren Etage befinden sich zwei spitzbogige Eingangsportale.

## Innenraum der Kirche

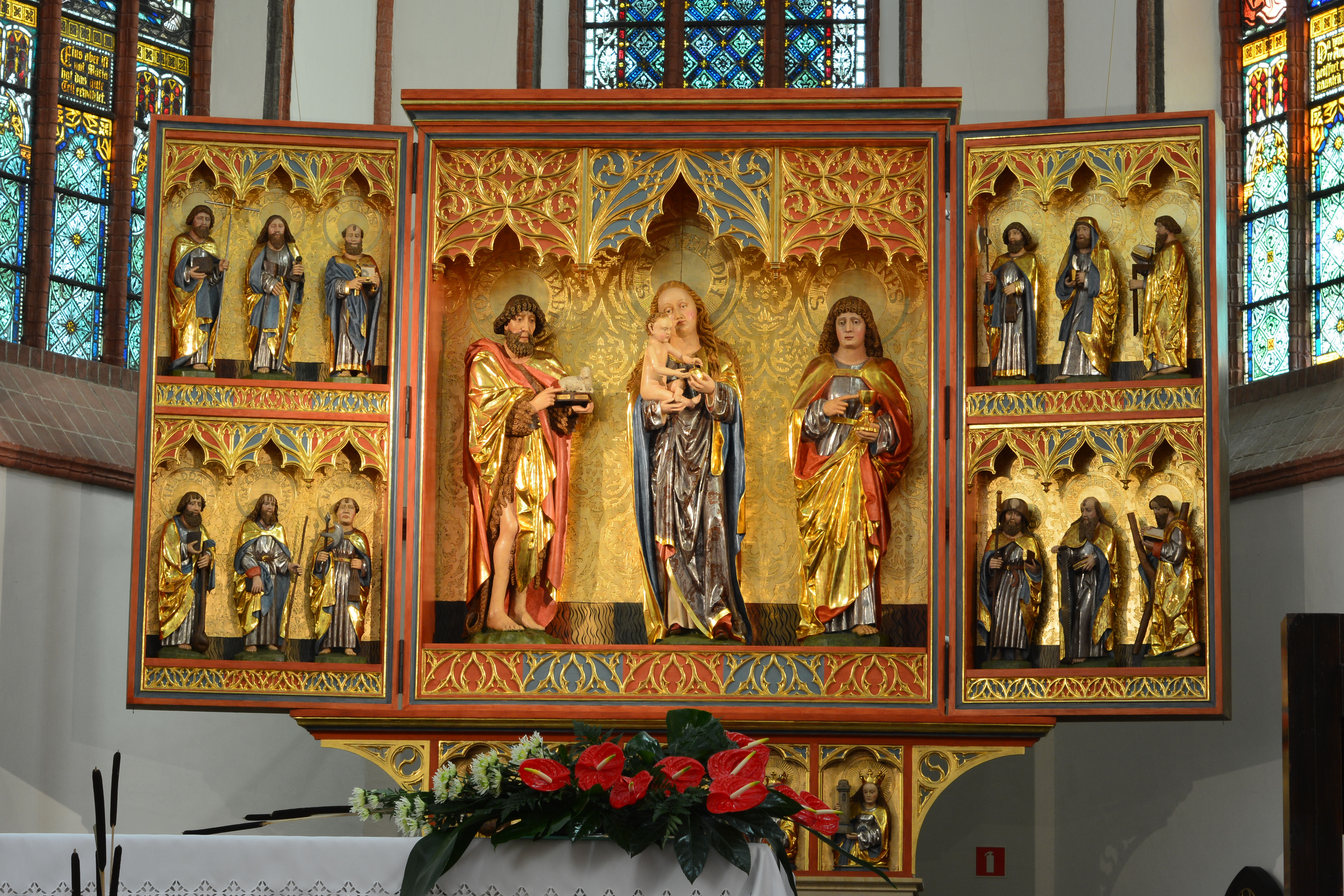
Hauptaltar

Die Ausstattung und Dekoration der Kirche wurde im Laufe der Jahrhunderte ständig bereichert. Dies geschah trotz Kriegen und Bränden, die Koszalin bis Mitte des 19. Jahrhunderts verwüsteten. Dann wurde eine Regotisierung des Innenraums durchgeführt, bei der viele wertvolle Elemente der Ausstattung entfernt wurden (u. a. wurde der unersetzliche gotische Hauptaltar durch einen neugotischen Altar von geringerem Wert ersetzt). Nach dem Zweiten Weltkrieg wurden die neugotischen Einrichtungsgegenstände größtenteils entfernt.
Im Inneren befinden sich ein gotisches Kruzifix aus dem vierzehnten Jahrhundert aus der Kapelle am Kreuz, spätgotische Heiligenfiguren aus dem Jahr 1512, die aus Eichenholz geschnitzt sind, ein frühgotisches Taufbecken, Kronleuchter aus dem Jahr 1666 und eine neugotische Orgel aus dem Jahr 1899. Die Kathedrale besitzt vier Glocken, die 1980 in Poznań gegossen wurden, sowie eine Glocke aus der Nikolauskapelle, die 1529 vom Stargarder Glockengießer Lutke Rose hergestellt wurde.

## Ausstattung
Die wertvollsten Elemente der Ausstattung der Kathedrale in Koszalin sind:
- der Hauptaltar. Der ursprüngliche Hauptaltar (Pentaptychon) wurde im Jahre 1512 aus Eichenholz von Andreas Wenzel aus Iwięcin angefertigt. In der Mitte des 19. Jahrhunderts wurde der Altar abgebaut. Einige der Skulpturen wurden an verschiedenen Stellen in der Kathedrale aufgestellt, andere wurden verstreut. Der prächtige Altarschrein mit zwei bemalten Flügeln ging verloren. Der neue neugotische Hauptaltar wurde mit einem Gemälde von August Friedrich Hauptner Auferstehung geschmückt (dieses Gemälde hängt jetzt an der nördlichen (linken) Wand des Kirchenschiffs). Im Jahre 1973 wurde der neugotische Altar entfernt und an der Chorwand (auf einer von Rajmund Halas entworfenen Metalltraverse) wurden einige Figuren des ehemaligen gotischen Altars aufgestellt. Im Jahr 2012, nach der Renovierung und Restaurierung der ursprünglichen Farben, wurden die Figuren in einem neuen Altarschrein nach dem Vorbild von gotischen Schreinen aufgestellt. Im mittleren Teil des Altars befinden sich Figuren (von links) des Heiligen Johannes des Täufers, der Mutter Gottes mit Kind und des Heiligen Johannes des Evangelisten. Auf den Flügeln befinden sich Skulpturen der 12 Apostel, und in der Predella stehen Figuren der Heiligen Dorothea, der Heiligen Ursula, der Muttergottes mit Kind, der Heiligen Margarete und der Heiligen Barbara.
- Ein gotisches Kruzifix aus dem 14. Jahrhundert, aus der nicht mehr existierenden Kapelle auf Góra Chełmska. Das Kruzifix auf dem Regenbogen wurde aus dem Brand der Kapelle auf Góra Chełmska im Jahr 1533 gerettet. Es ist ein typisches Beispiel für gotische Symbolik – der Holm des Kreuzes ist von einer Weinrebe, dem Symbol des Lebensbaums, umrankt, und die runden Medaillons am Ende zeigen die Bilder der vier Evangelisten.
- Das frühgotische Taufbecken wurde im 13. Jahrhundert von gotländischen Bildhauern geschaffen. Es hat die Form einer sechzehnseitigen Schale, die mit gewölbten Arkaden mit dreiblättrigem, auf Säulen gestütztem Maßwerk verziert ist. Das Taufbecken befindet sich in der Vorhalle der Kirche.
- In der Vorhalle befindet sich auch eine bronzene Grabplatte des Hofmarschalls von Fürst Johann Friedrich – Peter von Kameke aus Łasin. Die vom Stettiner Glockengießer Rolof Klassen angefertigte Platte befand sich ursprünglich in der Kirche in Łasin.
- Die neugotische Orgel wurde 1899 von Schlag & Söhne aus Schweidnitz geschaffen.[3] Die Orgel hat 3419 Pfeifen in 50 Registern auf drei Manualen und Pedal.
- Das Gemälde „Auferstehung“ von August Friedrich Hauptner aus dem Jahr 1845 steht vor dem neugotischen Hauptaltar.

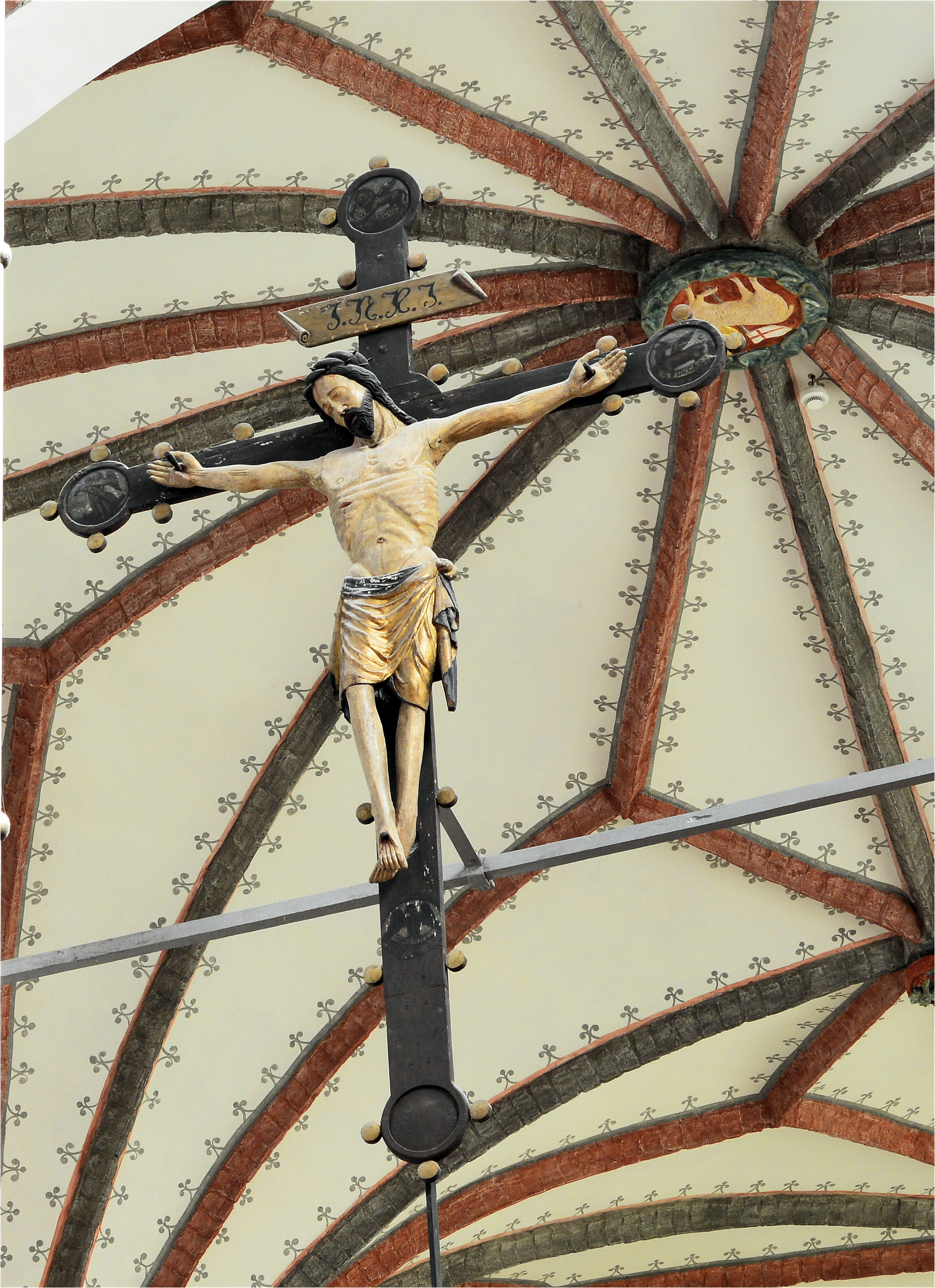
Kruzifix vom Lebensbaum-Typ
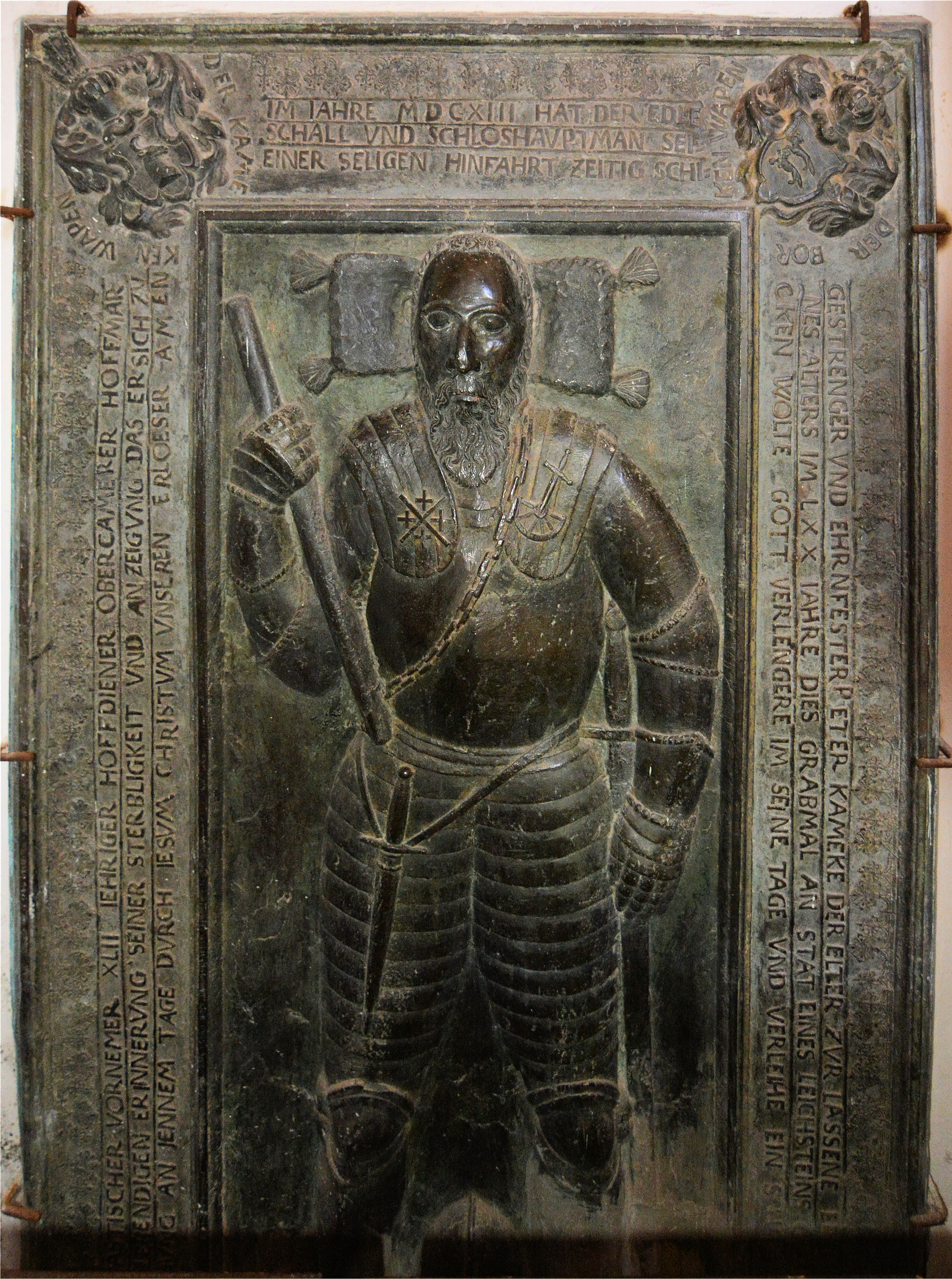
Grabstein Peter von Kameke
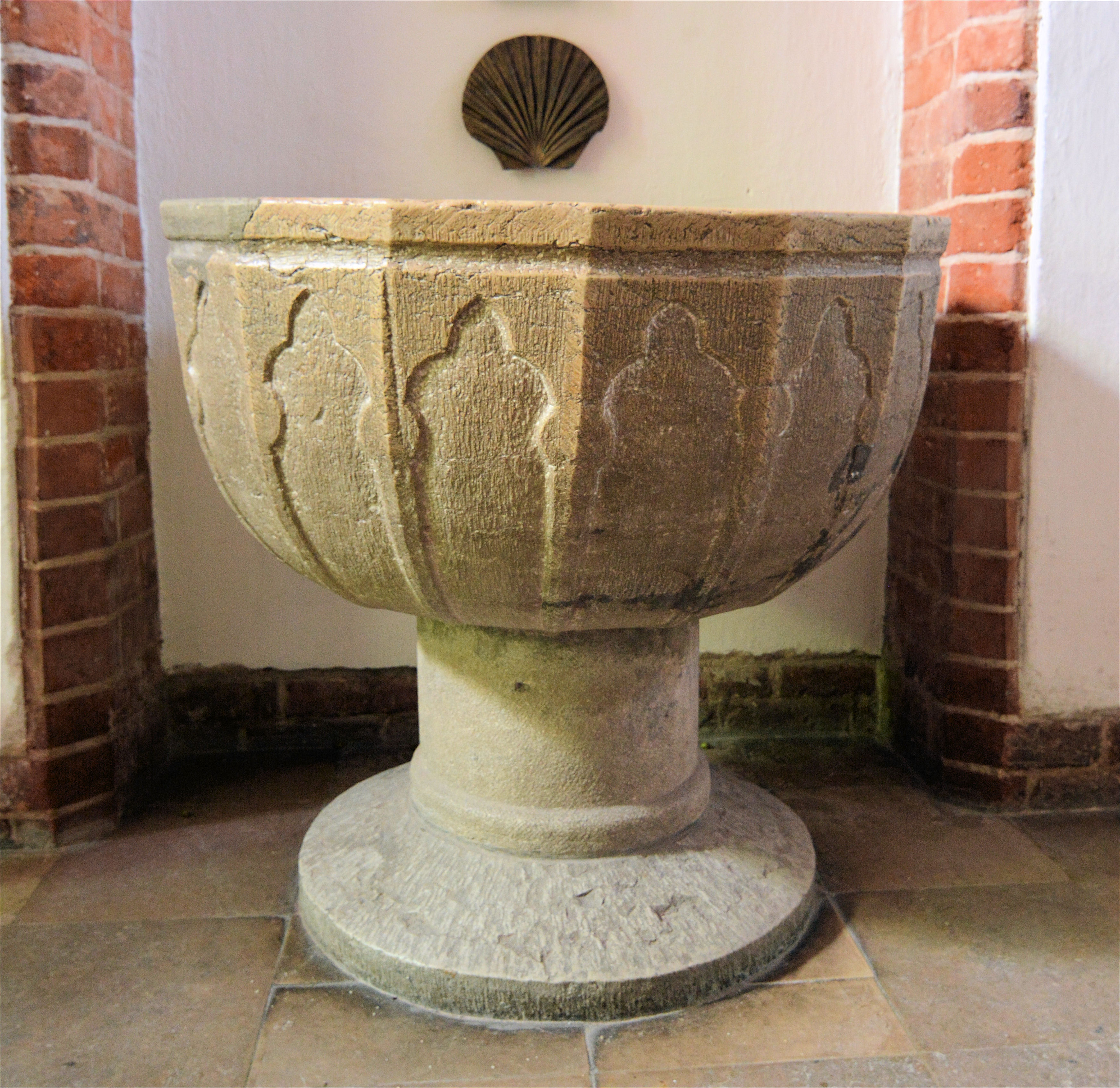
Steinernes Taufbecken 13. Jh.
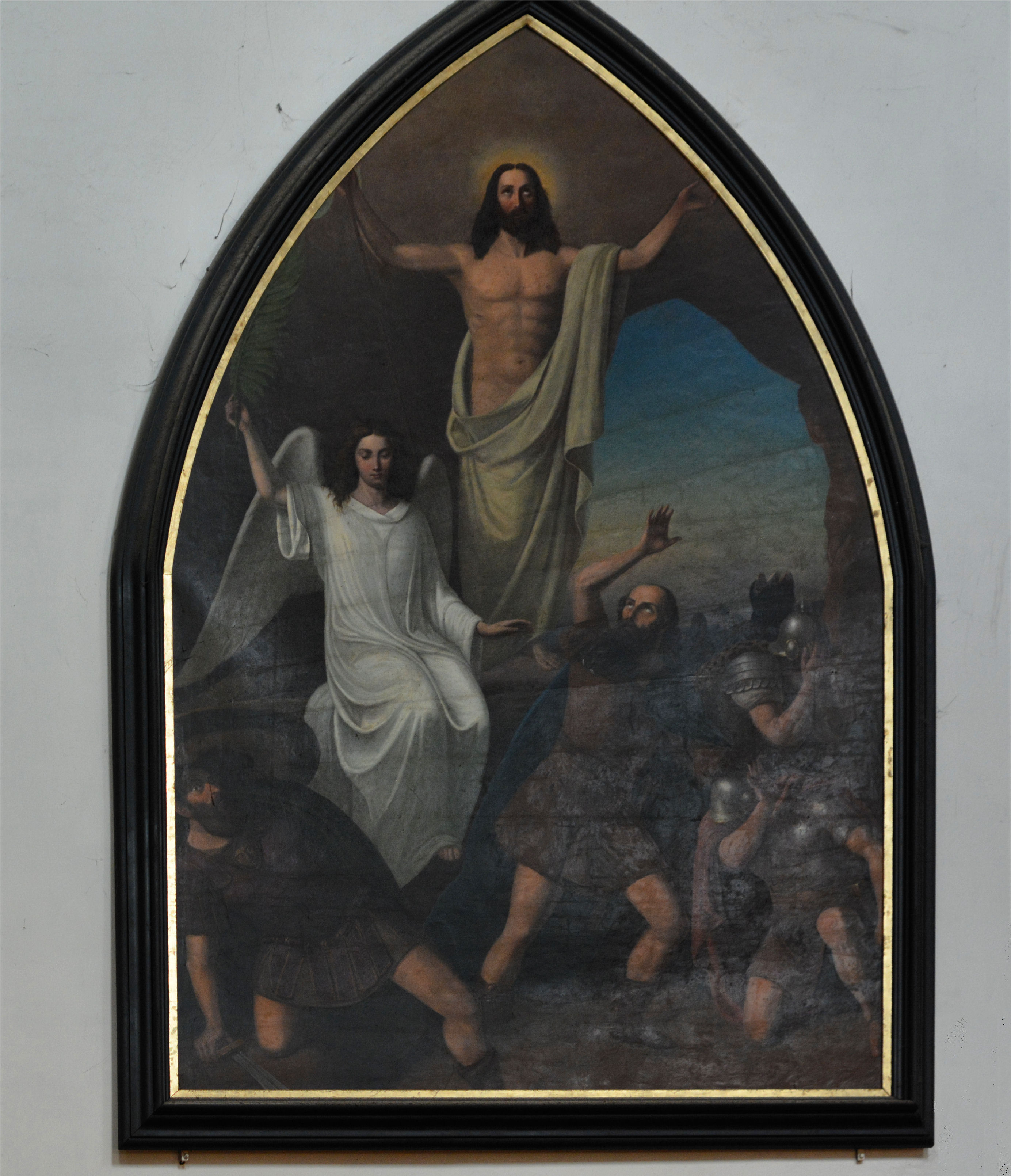
Neogotisches Bild „Auferstehung“